# Ernesto II de Saxe-Altemburgo
Ernesto II, Duque de Saxe-Altemburgo (31 de agosto de 1871 - 22 de março de 1955) foi o último duque reinante de Saxe-Altemburgo.

## Primeiro casamento
A 27 de fevereiro de 1898, Ernesto casou-se em Buckeburgo com a sua primeira esposa, a princesa Adelaide de Schaumburg-Lippe, neta do príncipe Jorge Guilherme de Schaumburg-Lippe. Tiveram quatro filhos:
1. Carlota de Saxe-Altemburgo (4 de Março de 1899 – 16 de Fevereiro de 1989), casada com o príncipe Segismundo da Prússia; com descendência.
2. Jorge Maurício de Saxe-Altemburgo (13 de Maio de 1900 – 13 de Fevereiro de 1991), nunca se casou nem deixou descendência.
3. Isabel de Saxe-Altemburgo (6 de Abril de 1903 – 30 de Janeiro de 1991), nunca se casou nem deixou descendência.
4. Frederico Ernesto de Saxe-Altemburgo (15 de Maio de 1905 – 23 de Fevereiro de 1985), nunca se casou nem deixou descendência.

## Primeira Guerra Mundial
Durante a Primeira Guerra Mundial, Ernesto recusou todas as nomeações no quartel-general do kaiser, um local que era considerado mais seguro do que outras zonas. Renunciou à sua posição de general, prestou serviço apenas como coronel e destacou-se na Batalha de Peronne. No final da guerra, era comandante de uma divisão.
Apaixonado pela ciência, Ernesto mandou instalar um dispositivo sem fios dentro do seu castelo em Altemburgo durante o período de guerra através do qual conseguia comunicar com aviões. Ernesto também se interessou durante toda a vida por telégrafos e telefonias sem fios e era considerado um especialista em aeronáutica.
Quando a Alemanha perdeu a guerra, todos os príncipes alemães perderam os seus títulos e estados. Ernesto foi um dos primeiros príncipes a compreender que iriam haver grandes mudanças na Alemanha e chegou a acordo com os seus súbditos rapidamente. Foi forçado a abdicar do governo do ducado a 13 de Novembro de 1918 e viveu o resto da vida na categoria de cidadão privado.

## Últimos anos
Após a sua abdicação, Ernesto, que tinha uma fortuna modesta, mudou-se para um hotel em Berlim. Dois anos depois, em 1920, divorciou-se da sua primeira esposa. Mais tarde, nesse mesmo ano, anunciou o seu noivado com Helena Thomas, uma cantora de ópera. Os dois tinham-se conhecido quando ela estava a substituir uma colega temporariamente no Teatro Ducal em Altemburgo durante a guerra. No entanto, os dois nunca se chegaram a casar.
A 15 de julho de 1934, Ernesto casou-se com a sua segunda esposa, Maria Triebel, que tinha sido sua companheira durante vários anos, partilhando a sua casa, o Schloss Froehliche Wiederkunft ("Palácio dos Regressos Felizes"). Maria nasceu em Waltershausen a 16 de Outubro de 1893 e morreu em Trockenborn-Wolfersdorf a 28 de fevereiro de 1955. Tratou-se de um casamento morganático e a sua esposa recebeu apenas o título de baronesa Reiseneck. Não tiveram filhos.
Ernesto ainda se interessava por ciência, por isso criou um observatório moderno em Trockenborn-Wolfersdorf no qual empregou Kurd Kisshauer em 1922. A 1 de maio de 1937, Ernesto juntou-se ao Partido Nazi.
Ernesto tornou-se o único antigo príncipe alemão a aceitar a cidadania da República Democrática Alemã após a Segunda Guerra Mundial, recusando-se a deixar o seu adorado Schloß Fröhliche Wiederkunft para se mudar para a zona ocupada pelos britânicos. O palácio tinha sido confiscado pelos ocupantes soviéticos, mas Ernesto tinha permissão para o utilizar livremente até à sua morte. Em março de 1954, quando o duque Carlos Eduardo de Saxe-Coburgo-Gota morreu, Ernesto tornou-se o último príncipe alemão que tinha reinado até 1918. Um ano depois, a 22 de março de 1955, morreu no seu palácio.

## Genealogia
| Ernesto II de Saxe-Altemburgo | Pai: Maurício de Saxe-Altemburgo | Avô paterno: Jorge de Saxe-Altemburgo             | Bisavô paterno: Frederico de Saxe-Altemburgo             |
| Ernesto II de Saxe-Altemburgo | Pai: Maurício de Saxe-Altemburgo | Avô paterno: Jorge de Saxe-Altemburgo             | Bisavó paterna: Carlota Jorgina de Mecklemburgo-Strelitz |
| Ernesto II de Saxe-Altemburgo | Pai: Maurício de Saxe-Altemburgo | Avó paterna: Maria Luísa de Mecklemburgo-Schwerin | Bisavô paterno: Frederico Luís de Mecklemburgo-Schwerin  |
| Ernesto II de Saxe-Altemburgo | Pai: Maurício de Saxe-Altemburgo | Avó paterna: Maria Luísa de Mecklemburgo-Schwerin | Bisavó paterna: Helena Pavlovna da Rússia                |
| Ernesto II de Saxe-Altemburgo | Mãe: Augusta de Saxe-Meiningen   | Avô materno: Bernardo II de Saxe-Meiningen        | Bisavô materno: Jorge I de Saxe-Meiningen                |
| Ernesto II de Saxe-Altemburgo | Mãe: Augusta de Saxe-Meiningen   | Avô materno: Bernardo II de Saxe-Meiningen        | Bisavó materna: Luísa Leonor de Hohenlohe-Langenburg     |
| Ernesto II de Saxe-Altemburgo | Mãe: Augusta de Saxe-Meiningen   | Avó materna: Maria Frederica de Hesse-Cassel      | Bisavô materno: Guilherme II, Eleitor de Hesse           |
| Ernesto II de Saxe-Altemburgo | Mãe: Augusta de Saxe-Meiningen   | Avó materna: Maria Frederica de Hesse-Cassel      | Bisavó materna: Augusta da Prússia                       |